# Премия Уинзора Маккея
Премия Уинзора Маккея (англ. Winsor McCay Award) вручается отдельным лицам за пожизненный или карьерный вклад в анимацию. Премия вручается на ежегодной церемонии премии «Энни», которую вручает Международное общество анимационных фильмов, ASIFA-Hollywood. Премия была учреждена в 1972 году и названа в честь пионера аниматора Уинзора Маккея.

## Получатели
- † Посмертно награждён

| Год            | Получатели                                                                                                   |
| -------------- | --- |
| 1972 (1-я)     | Макс Флейшер† и Дэйв Флейшер                                                                                 |
| 1973 (2-я)     | Уолтер Ланц                                                                                                  |
| 1974 (3-я)     | Текс Эйвери, Фриц Фрилинг, Чак Джонс, Арт Бэббит и Уинзор Маккей†                                            |
| 1975 (4-я)     | Уолт Дисней†, Джон Хабли, Фейт Хабли и Норман Макларен                                                       |
| 1976 (5-я)     | Роберт Кэннон, Хью Харман, Рудольф Айзинг, Майкл Мальтезе, Джордж Пал и Уорд Кимбалл                         |
| 1977 (6-я)     | Билл Ханна, Джо Барбера, Мел Бланк, Оскар Фишингер†, Билл Скотт и Милт Каль                                  |
| 1978 (7-я)     | Джей Уорд, Аб Айверкс†, Дик Хьюмер, Карл У. Сталлинг† и Ганс Конрид                                          |
| 1979 (8-я)     | Клайд Джероними, Билл Мелендес, Мэй Куэстел и Отто Мессмер                                                   |
| 1980 (9-я)     | Олли Джонстон, Фрэнк Томас, Кэл Ховард, Пол Джулиан и Лаверн Хардинг                                         |
| 1981 (10-я)    | Т. Хи, Билл Пит, Билл Титла†, Джон Уитни и Кен Харрис                                                        |
| 1982 (11-я)    | Кен Андерсон, Бруно Боццетто, Джун Форей, Дональд В. Грэм и Марк Дэвис                                       |
| 1983 (12-я)    | Эрик Ларсон, Фред Мур†, Кларенс Нэш, Вольфганг Райтерман, Лео Салкин, Стивен Босустоу† и Уилфред Джексон     |
| 1984 (13-я)    | Доуз Батлер, Дэвид Хэнд, Джек Кинни, Майкл Ла, Роберт МакКимсон†, Ричард Уильямс и Хэмильтон Ласки†          |
| 1985 (14-я)    | Роберт Абель, Престон Блэр, Джо Грант, Джон Халас, Стерлинг Холлоуэй, Джим Макдональд, Фил Монро и Бен Уошэм |
| 1986 (15-я)    | Фредерик Бак, Шэймус Калхейн, Уильям Т. Хёрц, Ирвен Спенс, Эмери Хокинс и Джон Лаунсбери†                    |
| 1987 (16-я)    | Пол Дриссен, Джек Ханна, Билл Литтлджон, Морис Ноубл и Кен О’Коннор                                          |
| 1988 (17-я)    | Ральф Бакши, Роберт Клампетт†, Тисса Дэвид, Кихатиро Кавамото и Вёрджил Росс                                 |
| 1989-90 (18-я) | Арт Клоки, Хикс Локи, Дон Мессик, Осаму Тэдзука и Лестер Новрос                                              |
| 1991 (19-я)    | Рэй Харрихаузен, Херберт Клинн, Боб Курц, Юрий Норштейн, Джо Сиракуза и Рут Киссане†                         |
| 1992 (20-я)    | Лес Кларк†, Стэн Фреберг и Дэвид Хилберман                                                                   |
| 1993 (21-я)    | Джордж Даннинг†, Рой Э. Дисней и Джек Зандер                                                                 |
| 1994 (22-я)    | Эд Бенедикт, Артур Дэвис и Джин Вандер Пул                                                                   |
| 1995 (23-я)    | Жюль Энджел, Вэнс Джерри и Дэн Маклафлин                                                                     |
| 1996 (24-я)    | Мэри Блэр†, Барни Мэттинсон и Ивао Такамото                                                                  |
| 1997 (25-я)    | Уиллис Х. О’Брайэн†, Майрон Уолдман и Пол Уинчелл                                                            |
| 1998 (26-я)    | Эйвинд Эрл, Хаяо Миядзаки и Эрнест Пинтофф                                                                   |
| 1999 (27-я)    | Рэй Паттерсон, Марцель Янкович и Кон Педерсон                                                                |
| 2000 (28-я)    | Норман МакКейб, Хойт Куртин и Люсиль Блисс                                                                   |
| 2001 (29-я)    | Билл Джастис, Пит Альварадо и Боб Гивенс                                                                     |
| 2002 (30-я)    | Джин Хейзелтон, Флойд Норман и Братья Шерман                                                                 |
| 2003 (31-я)    | Джин Дейч, Джон Хенч и Турл Рэйвенскрофт                                                                     |
| 2004 (32-я)    | Дон Блут, Вирджиния Дэвис и Арнольд Стэнг                                                                    |
| 2005 (33-я)    | Корни Коул, Фред Криппен и Тайрус Вонг                                                                       |
| 2006 (34-я)    | Андреас Дежа, Геннди Тартаковски и Билл Плимптон                                                             |
| 2007 (35-я)    | Джон Кэйнмэйкер, Глен Кин и Джон Крисфалуси                                                                  |
| 2008 (36-я)    | Майк Джадж, Джон Лассетер и Ник Парк                                                                         |
| 2009 (37-я)    | Тим Бёртон, Джеффри Катценберг и Брюс Тимм                                                                   |
| 2010 (38-я)    | Брэд Бёрд, Эрик Голдберг и Мэтт Грейнинг                                                                     |
| 2011 (39-я)    | Уолтер Перегой, Борге Ринг и Рональд Сирл                                                                    |
| 2012 (40-я)    | Терри Гиллиам, Оскар Грилло и Марк Хенн                                                                      |
| 2013 (41-я)    | Кацухиро Отомо, Стивен Спилберг и Фил Типпетт                                                                |
| 2014 (42-я)    | Дидье Брюннер, Дон Ласк и Ли Мендельсон                                                                      |
| 2015 (43-я)    | Джо Рэнфт†, Фил Роман и Исао Такахата                                                                        |
| 2016 (44-я)    | Дейл Баер, Кэролайн Лиф и Мамору Осии                                                                        |
| 2017 (45-я)    | Джеймс Бакстер, Стивен Хилленберг, Венди Тилби и Аманда Форбис                                               |
| 2018 (46-я)    | Ральф Эгглстон, Андреа Романо и Фрэнк Брэкстон†                                                              |
| 2019 (47-я)    | Сатоси Кон†, Генри Селик, Джон Маскер и Рон Клементс                                                         |
| 2020 (48-я)    | Уилли Ито, Сью К. Николс† и Брюс У. Смит                                                                     |
| 2021 (49-я)    | Рубен А. Акино, Лилиан Шварц и Тосио Судзуки                                                                 |
| 2022 (50-я)    | Пит Доктер, Эвелин Ламбарт†, Крейг Маккрекен                                                                 |
| 2023 (51-я)    | Лотта Райнигер†, Джо Хисаиси, Марси Пейдж                                                                    |
| 2025 (52-я)    | Аарон Блейс, Юнис Макколей†, Норман Роже                                                                     |